# Nicolas Bogaerts
Nicolas Bogaerts (15 januari 2004) is een Belgisch hockeyer.

## Levensloop
Bogaerts komt uit voor Royal Orée.
Daarnaast is de middenvelder actief bij het Belgisch zaalhockeyteam. Met de Indoor Red Lions nam hij onder meer deel aan het wereldkampioenschap van 2023 en behaalde hij brons op het Europees kampioenschap van 2024 te Leuven.